# Léo Missir
 (février 2025).
Si vous disposez d'ouvrages ou d'articles de référence ou si vous connaissez des sites web de qualité traitant du thème abordé ici, merci de compléter l'article en donnant les références utiles à sa vérifiabilité et en les liant à la section « Notes et références ».
Léo Missir, né le 30 avril 1925 à Vathy sur l'île grecque de Samos et mort le 10 octobre 2009 à Neuilly-sur-Seine, est un compositeur qui fut directeur artistique chez Barclay. Il a notamment composé pour Leny Escudero, puis a été producteur de Daniel Balavoine. Il a par ailleurs été le découvreur de Nicoletta. Il cesse sa carrière en 1986, à la suite du décès de Daniel Balavoine. En 1994, il reprend son rôle de producteur, sous le label de Warner Chapelle Music : il produit alors Dominic Lescure.

## Sa carrière
Ses débuts, il les fait en 1942 en montant un groupe de jazz. Ce groupe obtient un prix décerné par Hot Club de France du célèbre Hugues Panassié. Il compose notamment à cette période le Cha cha cha des Thons (« avec un T comme crocodile » selon la chanson). En 1956, après une année de vache maigre, il rencontre  Eddie Barclay à Val d'Isère. Il sera engagé par ce dernier et entame sa première séance de supervision.
Dans les années 1960, Eddie Barclay, qui a créé trois autres firmes pour l'international et le classique, donne une tâche importante à Missir : la responsabilité de cette nouvelle structure pour qu'il engage une nouvelle équipe. Il va ainsi découvrir des nouveaux talents comme Danyel Gérard, Leny Escudero, Rika Zaraï, Patricia Carli qu'il épouse, Frank Alamo, Mary Christine (Tchad) et Paul Mauriat. Missir supervise aussi certaines séances d'enregistrements d'Henri Salvador, de Mireille Mathieu, de Nicole Rieu (album Naissance en 1975) et du Grand Orchestre Barclay. Lors de son divorce, il décide de quitter Barclay et Bel Air, une firme créée par Eddie Barclay.
En récompense de sa fidélité, Eddie Barclay lui offre un nouveau label appelé Riviera : il découvre des artistes comme Guy Marchand, Nino Ferrer, Nicoletta et Daniel Guichard. 
Contre l'avis de ses directeurs artistiques, formés à la découverte de talents dans la chanson, il engage un jeune chirurgien compositeur de musique sacrée, qui deviendra numéro 1 au classement des meilleures ventes de disques (hit parade du CIDD) : le clarinettiste Jean-Christian Michel, qui connaitra par la suite une grande carrière internationale.
Dans les années 1970, de nouveaux problèmes financiers chez la firme Barclay obligent Missir à faire un choix : partir chez WEA ou rester pour sauver les meubles. Il reste en prenant la vice-présidence et la responsabilité de la direction artistique de la maison de disques et va superviser la production chez Riviera et chez Barclay.
En 1973, c'est en donnant son accord pour la sortie de l'album Chrysalide de Patrick Juvet, qu'il entend une voix qui le surprend et attire son attention : celle de Daniel Balavoine. Le chanteur est alors choriste sur l'album de Juvet, et ce dernier lui a généreusement cédé sa place pour une plage du disque, Couleurs d'automne, que Balavoine a composée et qu'il reprendra pour son premier album solo. Léo Missir prend sous son aile le jeune artiste et lui fait enregistrer deux albums, et confie la réalisation à Andy Scott (De vous à elle en passant par moi en 1975 et Les Aventures de Simon et Gunther... en 1977), sans succès ; mais une amitié vient de naître. Barclay ne croit pas en l'avenir du jeune chanteur, mais Balavoine reste quand même chez Barclay.
La chance finit par tourner pour son protégé et ami quand Balavoine cumule en 1978 les succès avec Le Chanteur et avec la comédie musicale Starmania. Léo Missir continue sa carrière de producteur dans les années 1980, mais à la suite du décès brutal de Balavoine, le 14 janvier 1986, pensant qu'il ne découvrira jamais plus « une personnalité avec une telle intelligence et un tel talent », il met un terme à sa carrière. Mais en 1994, avec la Warner et Jean Claude Dubois, il décide de reprendre son rôle de directeur artistique une dernière fois pour un jeune chanteur auteur compositeur, Dominic Lescure, mais un problème de santé l'empêche de mener à bien son projet.
Il meurt le 10 octobre 2009, à 84 ans.